# Tarantula / Fasten Your Seatbelt
Tarantula / Fasten Your Seatbelt – trzeci singel z albumu australijsko–brytyjskiego zespołu Pendulum pt. Hold Your Colour. Został wydany 27 czerwca 2005 przez wytwórnię Breakbeat Kaos. Singel notowany był na sześćdziesiątym miejscu brytyjskiej listy przebojów.

## Lista utworów
12-inch vinyl single, picture disc
A „Tarantula” – 5:31
AA „Fasten Your Seatbelt” – 6:38
CD single
1. „Tarantula" (radio edit) – 3:25
2. „Fasten Your Seatbelt" – 6:38
3. „Tarantula" (Serial Killer mix) – 3:53